# Sucre (Venezuela, Sucre)
Sucre is een gemeente in de Venezolaanse staat Sucre. De gemeente telt 375.000 inwoners. De hoofdplaats is Cumaná.